# Tony Levin (drummer)
Tony Levin (Much Wenlock, 30 januari 1940 - 3 februari 2011) was een Britse jazzdrummer.

## Carrière
Levin studeerde drummen en improvisatie. Hij speelde vooreerst met Joe Harriot. In 1965 werd hij in Londen lid van het kwartet van Tubby Hayes (lp Mexican Green, 1967). In 1969 wisselde hij naar het kwintet van Alan Skidmore, waarbij hij tot midden jaren 1970 bleef. Daarnaast speelde hij ook met de ritmegroep van het kwintet, het trio van John Taylor (lp Decipher, 1973) en met het sextet van Stan Sulzmann. Hij werkte bovendien voor Humphrey Lyttelton en gastsolisten als Toots Thielemans, Lee Konitz, Joe Henderson, Zoot Sims, Steve Lacy en Gary Burton. Daarna speelde hij met Elton Dean, Gordon Becks Gyroscope, John Surman (Moers Festival 1975) en de band Nucleus. Hij was meer dan twee decennia lid van Keith Tippetts Mujician (The Journey, 1990). Vanaf 1979 was hij onderweg met de band Third Eye en met het trio van Rob van den Broeck, later ook met Ali Haurand en Gerd Dudek en het European Jazz Ensemble. Hij werkte verder in het trio van Philip Catherine en in het trio van Sophia Domancich. Met Paul Dunmall vormde hij vanaf 1980 een duo (cd Spiritual Empathy, 1994). Verder vormde hij een trio met Aki Takase en John Edwards.
Levin was als vindingrijk drummer vol dynamiek een veelgevraagd muzikant op het gebied van de geïmproviseerde muziek en trad regelmatig op met Evan Parker, Barry Guy, Tony Oxley en andere leden van Mujician. Levin leidde ook een jazzclub in Birmingham. Zijn zoon Miles is eveneens drummer.

## Overlijden
Tony Levin overleed in februari 2011 op 71-jarige leeftijd.
- Bibliothèque nationale de France: cb13989907v (data)
- Gemeinsame Normdatei: 134444132
- International Standard Name Identifier: 0000 0001 1009 3739
- Library of Congress Control Number: no2010169432
- MusicBrainz: 65753ea1-a8c4-4e8e-bbd9-4ae6f57d0028
- Nederlandse Thesaurus van Auteursnamen: 072767936
- Système universitaire de documentation: 251536564
- Virtual International Authority File: 123340237
- WorldCat: E39PBJy8rVTjtcQcp9pbM3JVYP